# Lacón con grelos

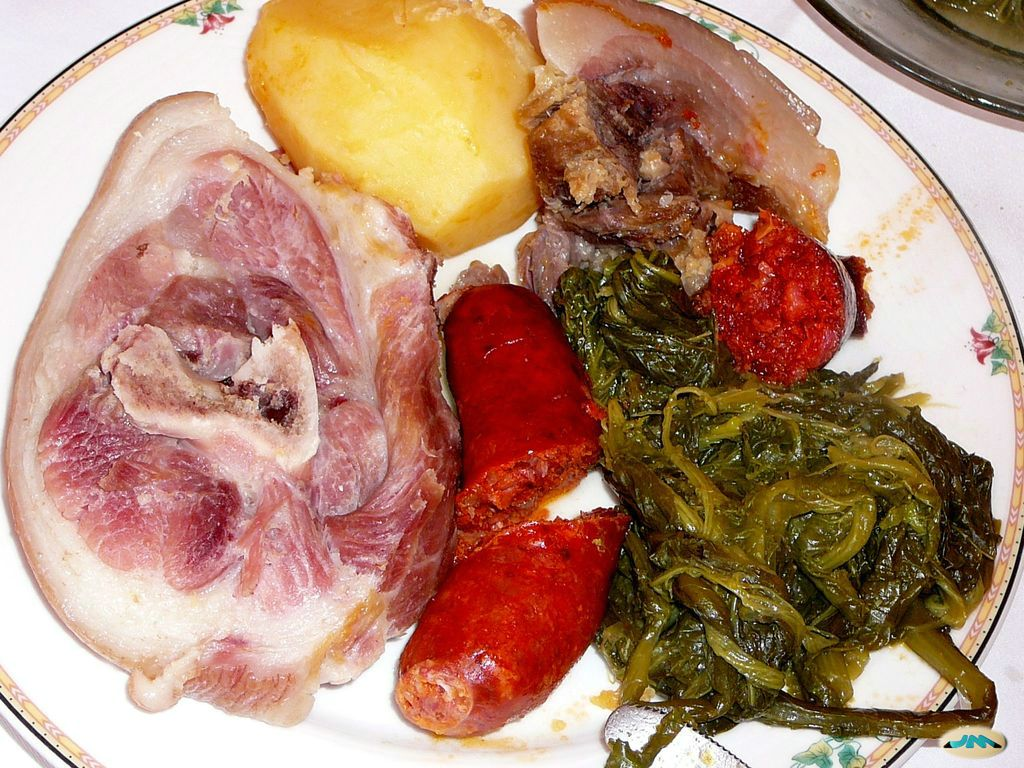
Lacón amb cachelos i grelos.

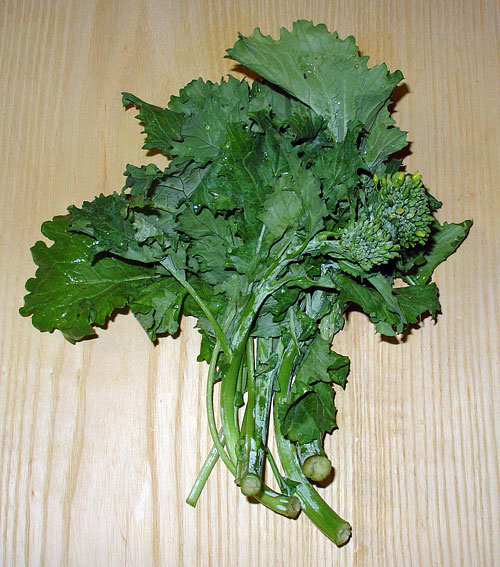
Grelos de l'espècie Brassica rapa, del grup Ruvo.

El Lacón con grelos és un plat de carn típic de la cuina gallega i un dels plats més representatius de la gastronomia d'aquesta regió. Es tracta de lacón (part davantera del porc) bullit amb xoriço i amb grelos.

## Història
El lacón con grelos en els seus inicis es consumia durant el Carnaval (en gallec Entroido), en ser la millor època pels grelos. Més tard, el seu consum va estendre's des de Sant Martí (11 de novembre) fins al Dimarts de Carnaval.
Amb els nous hàbits de cultivar determinades plantes tot l'any i amb les noves tècniques de conservació és possible trobar lacón con grelos durant tot l'any a molts restaurants gallecs i de la resta d'Espanya.

## Elaboració
Els seus principals ingredients són: lacón, producte derivat del porc, resultant del procés de curat de les seves extremitats davanteres, i els grelos, verdura de la família del nap. També pot acompanyar-se el plat amb xoriço i cachelos. En la seva elaboració es realitza la cocció de tots els ingredients.